# You Can't Do That
Singles de The Beatles
I Want to Hold Your Hand / This Boy
(1963) A Hard Day's Night / Things We Said Today
(1964)
Pistes de The Beatles' Second Album
Money (That's What I Want) Long Tall Sally
Pistes de A Hard Day's Night
When I Get Home I'll Be Back
You Can't Do That est une chanson des Beatles, écrite par John Lennon et créditée à Lennon/McCartney, parue initialement comme la face B du 45 tours Can't Buy Me Love.

## Parution
Elle paraît sur l'album A Hard Day's Night au Royaume-Uni et elle est placée sur The Beatles' Second Album aux États-Unis.
Elle est jouée quatre fois dans studios de la BBC et on retrouve, sur la compilation On Air - Live At The BBC Volume 2, la version enregistrée le 14 juillet 1964 pour l'émission Top Gear qui sera mise en ondes deux jours plus tard. On entend cette mélodie dans le film Help!, arrangée pour orchestre par Ken Thorne, qui est aussi placée sur la trame sonore américaine.
On la retrouve aussi en 2012 sur l'album compilation Tomorrow Never Knows paru exclusivement en téléchargement sur itunes. On peut aussi entendre une version devant public sur le disque intitulé The Beatles: Live at the Hollywood Bowl.
En 2023, elle a été demixée avec l'aide d'un algorithme d'intelligence artificielle, développé par l'équipe de Peter Jackson pour le documentaire The Beatles: Get Back, et remixée par Giles Martin afin d'être rajoutée à la compilation The Beatles 1962–1966.

### Publication en France
La chanson arrive en France en avril 1964 sur la face B d'un 45 tours EP (« super 45 tours »), accompagnée  de I'll Get You ; sur la face A figurent Can't Buy Me Love et This Boy. La pochette est illustrée de quatre portraits des membres du groupe prises par Dezo Hoffman.

## Fiche technique

### Interprètes
- John Lennon : chant, guitare solo
- Paul McCartney : basse, chœurs, sonnaille
- George Harrison : guitare rythmique, chœurs
- Ringo Starr : batterie, bongos

### Équipe de production
- George Martin : producteur
- Norman Smith : ingénieur du son
- Richard Langham : ingénieur du son

## Reprises
- The Supremes sur l'album A Bit of Liverpool (1964)
- Harry Nilsson sur l'album Pandemonium Shadow Show (en) (1967)
- Vanilla Fudge sur l'album The Beat Goes On (1968, titre bonus de la réédition CD de 1998)
- The Head Cat (en) sur l'album Walk the Walk...Talk the Talk (en) (2011)